# Melolontha hippocastani
Il maggiolino forestale o maggiolino dell'ippocastano (Melolontha hippocastani Fabricius, 1801 ) è un coleottero appartenente alla famiglia degli scarabaeidae ed alla sottofamiglia melolonthinae. È molto simile al maggiolino (Melolontha melolontha), con cui può essere facilmente confuso.

## Descrizione

### Adulto

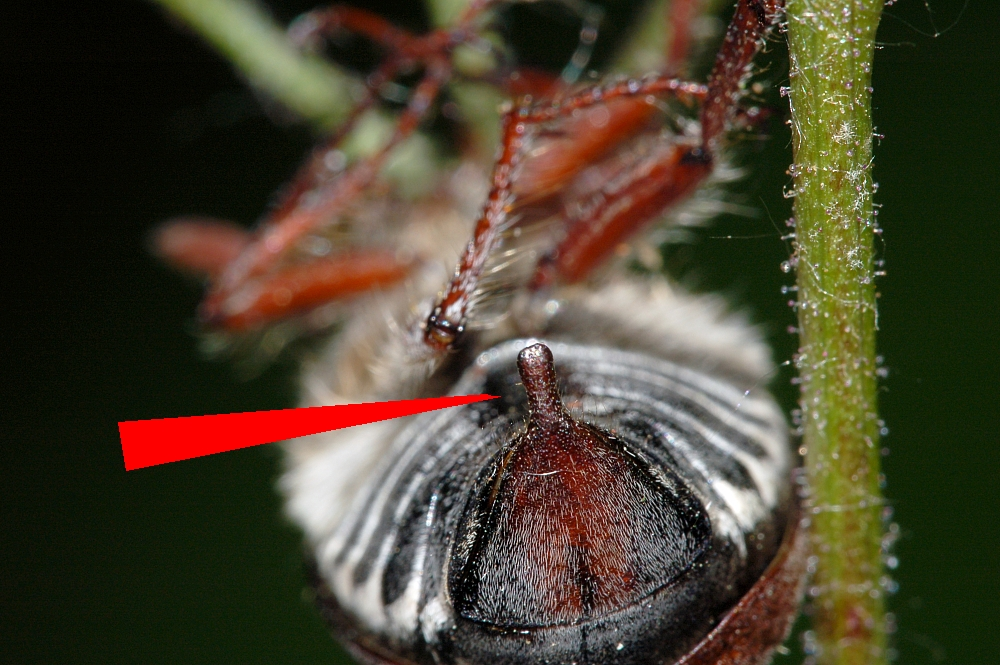
Particolare del pigidio, più piccolo rispetto a quello di melolontha melolontha.

Melolontha hippocastani è di medie dimensioni, infatti la sua lunghezza è compresa tra 20 e 29 mm. Questa specie presenta un dimorfismo sessuale non evidentissimo, ma abbastanza percepibile: i maschi, infatti presentano delle antenne che terminano con degli evidenti ciuffi, mentre le femmine no. Il pronoto, presenta una colorazione che può variare da individuo ad individuo, ma generalmente è di un colore vicino al marrone-rossiccio. Le elitre sono di un colore marroncino chiaro e presentano delle striature che si sviluppano lungo la lunghezza delle stesse. Sempre sulle elitre è presente una sottile peluria. La testa presenta le antenne, l'apparato boccale e gli occhi composti sensibili ai raggi UV. Il pigidio, all'estremità dell'addome, è corto, e permette di distinguere questa specie dall'altra molto simile: Melolontha melolontha.

### Larva
Le larve sono della tipica forma a "C" dell'aspetto tipico delle larve degli altri melolonthinae, di colore biancastro. La testa e le zampe sono sclerificate, per consentire all'insetto di muoversi con facilità nel sottosuolo. La testa presenta un paio di mandibole poderose utilizzate per nutrirsi. Lungo i fianchi esse presentano una serie di forellini chitinosi che costituiscono l'apparato respiratorio dell'insetto.

## Biologia

### Ciclo vitale

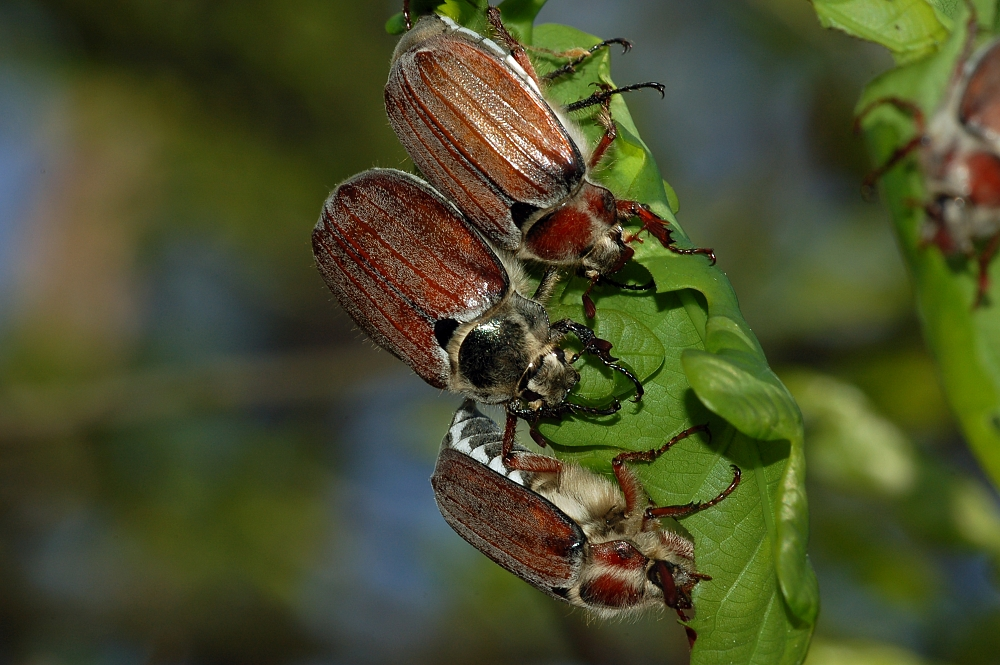
Assembramento.

La durata del ciclo vitale è dipendente dalla latitudine in cui ci si trova: più a nord ci si dirige, più a lungo dura e può durare fino a 5 anni. Esso inizia quando le femmine depongono fino a 70 uova nel terreno mosso e temperato. Dopo circa 50 giorni le uova si schiudono ed escono le larve che iniziano a nutrirsi delle radici di pini e abeti. Lo stadio larvale si suddivide in tre fasi principali: L1, L2 ed L3. Come il ciclo vitale, anche l'apparizione può variare a seconda della latitudine, e ritarda sempre più man mano che ci si dirige verso nord.

### Abitudini
M. hippocastani è un coleottero di abitudini prettamente serali o notturne, ed è spesso attratto dalle luci artificiali. Gli adulti sono soliti volare attorno ad alberi di latifoglie.

### Importanza in agraria
Questo insetto è un noto parassita di abeti e pini. Le larve causano gravi danni alle giovani piante che vengono riscontrate economicamente dalle aziende agricole di alberi da frutto, in quanto si nutrono delle foglie e dei fiori. Questo coleottero può tuttavia essere combattuto con l'utilizzo di trappole luminose o insetticidi organofosforici che devono essere applicati subito dopo la fioritura delle piantagioni. Si può inoltre favorire la lotta contro questi coleotteri stimolando la crescita di piantine robuste, lasciando il terreno a riposo per uno o 2 anni, prima di procedere di nuovo alla semina. Anche la movimentazione meccanica del terreno, spezzando le larve e portandole in superficie, ne favorisce il consumo da parte di uccelli, mammiferi e insetti predatori.
Nemici naturali di questa specie sono talpe, tassi, pipistrelli, cuculi, picchi, tordi, gazze, corvi, cornacchie, passeri, oltre ad altri coleotteri del terreno, grandi vespe e mosche tachinidi. La loro presenza nell'ambiente riduce il numero dei maggiolini in modo significativo.  

## Distribuzione e habitat
Melolontha hippocastani è una specie euroasiatica. Gli adulti sono soliti volare attorno agli alberi di latifoglie in ambienti poco boscosi. Tuttavia, al pari del ciclo vitale, anche l'habitat dipende dalla latitudine: a nord predilige ambienti sabbiosi, mentre verso sud preferisce ambienti più simili ai boschi.